# 井上ジェット
井上 ジェット（いのうえ ジェット、本名：井上 尚樹）は、神奈川県出身のマルチクリエイター。
小池一夫劇画村塾12期生。日本アニメーション協会会員。

## 概要・経歴
1996年・第30回ちばてつや賞で佳作（受賞時のペンネームはマサキ）。1997年 - ソニー・コンピュータエンタテインメントに入社。同年コントレイルへ転籍。退社後フリーランス。2000年にはTV番組『ウンナンのホントコ!』のホントコ・トキワ荘のコーナーに出演していた。2001年には少年タケシにてデジタルコミックを連載していた。
2002年、アートアニメーションの小さな学校が開催した、ユーリ・ノルシュテインによる、「ノルシュテイン氏による2日間のワークショップ」に参加。2006年に公開されたモト冬樹さん主演の映画『ヅラ刑事』にエキストラとして出演している。2008年下半期、劇画村塾で小池一夫に師事。2012年Kyoto Filmmakers Lab 2012 に参加。2013年より東京都稲城市の広報誌、広報いなぎにて4コマ漫画を隔号連載している。
2010年9月から2012年まで「ふぁっふぉふん」名義でニコニコ生放送でネコリーマンの絵を描いたりアニメーション制作をされたこともある。

## 作品

### テレビアニメ
- 『SDガンダムフォース』 （2004年） - 演出（第33・38・45・50話）
- 『SDガンダム三国伝 BraveBattleWarriors』 - （2010年）絵コンテ・演出
- 『銀魂'』（2012年） - 絵コンテ・演出
- 『九龍ジェネリックロマンス』（2024年） - 演出（第5話）

### WEBアニメ
- 『The Boys Presents: Diabolical』 (2022) - Technical Director（Episode 6）

### アニメ映画
- 『スプリンパン まえへすすもう!』（2020年） - 監督・原作・脚本

### ゲーム
- 『俺の屍を越えてゆけ』 (1999年) - スペシャルサンクス
- 『ドラッグオンドラグーン』 (2003年) - event designer
- 『メテオス』 (2005年) - CGデザイナー
- 『バトルスタジアム D.O.N』 (2006年) - STORYBOARD ARTIST(Opening & Ending Movie)
- 『戦国BASARA2』 (2006年) - STORYBOARD ARTIST
- 『PROJECT SYLPHEED』 (2006年) - screenplay
- 『ストリートファイターIV』 (2008年) - storyboard: game section staff

### 携帯ゲーム・ブラウザゲーム
- 『Team Factory　チャーリーズ・エンジェル フルスロットル アドベンチャー』 - シナリオ、ゲームデザイン
- 『Fanta！ そうだったらいいのにな！ 夢のお仕事大作戦！』 - シナリオ、ゲームデザイン
- 『Fanta!　そうだったらいいのにな！世界学園バトル』 - シナリオ、ゲームデザイン
- 『EVOLTA the GAME ～エボルタ起動！心の謎を解き明かせ～』 - シナリオ、ゲームデザイン

### ＣＭ
- 『イノーバトリオ「トリオでブロック」篇』 (2011年)

### キャラクターデザイン
- 稲城なしのすけ （東京都稲城市のイメージキャラクター、大河原邦男と共同制作）

### 漫画
- 『なしのすけが行く』（2013年 -、東京都稲城市、広報『いなぎ』）

### デジタルコミック
- 『ホイチャンX』(2001年)
- 『ビル野くんと少年』(2001年)

## 著書
- 『ラルーの呪いのベルト　女剣士マケンシのおはなし』（2014年）
- 『ミステク・メイズ　奇岩竜の謎（2015年）
- 『超越野車戦国ギバギオン　アンスへの子守唄』（2019年11月 スペースシャワーネットワーク）ISBN：9784861433603